# Eskil Edh
Eskil Smidesang Edh, född 4 augusti 2002 i Lillestrøm, Norge, är en norsk fotbollsspelare som spelar för AIK i Allsvenskan.

## Klubblagskarriär

### Lillestrøm
Edh spelade alla sina ungdomsår i Lillestrøm förutom 2017 då han var utlånad till Skjetten. Edh debuterade för Lillestrøms A-lag den 21 september 2020 i en 2–0-vinst över Kongsvinger, där han blev inbytt i den 92:a minuten mot Daniel Gustavsson. Edh gjorde totalt två inhopp i 1. divisjon 2020 då Lillestrøm blev uppflyttade till Eliteserien. Den 2 november 2020 skrev han på sitt första A-lagskontrakt fram över säsongen 2023.
Edh spelade totalt 24 ligamatcher i Eliteserien 2021 och gjorde ett mål samt tre assister. I februari 2022 skrev han på ett nytt treårskontrakt med Lillestrøm. Säsongen 2022 spelade Edh 19 ligamatcher och gjorde ett mål samt spelade fyra matcher i Europa Conference League. Han inledde säsongen 2023 skadad men spelade ändå totalt 25 av 30 ligamatcher.
Totalt spelade Edh 78 tävlingsmatcher för Lillestrøm och gjorde tre mål samt fem assister.

### AIK
Den 15 mars 2024 värvades Edh av AIK, där han skrev på ett fyraårskontrakt. Han gjorde sin debut för klubben i den första omgången av Allsvenskan den 1 april 2024, då AIK vann över Västerås SK med 1–0 på Strawberry Arena.
Edh gjorde sitt första mål för klubben i en 2–0-seger över IFK Värnamo den 24 april 2024, då han gjorde lagets första mål i matchen efter ett inspel av Axel Björnström. I den sista omgången av Allsvenskan 2024 den 10 november gjorde Edh ett av målen när AIK krossade Halmstads BK med 5–1 på Strawberry Arena, vilket ledde till att laget slutade på en 3:e plats i serien och fick därmed kvala till Uefa Conference League säsongen därpå.

## Landslagskarriär
Edh debuterade för Norges U21-landslag den 16 november 2021 i en 2–1-vinst över Azerbajdzjan, där han blev inbytt i den 72:a minuten mot Sebastian Sebulonsen. Den 7 september 2023 gjorde Edh sitt första mål för U21-landslaget i en 7–0-vinst över San Marino.